# Jean-Jacques Holtzscherer
Jean-Jacques Holtzscherer, né à Strasbourg le 29 juin 1928 où il est mort le 26 juin 2013, est un explorateur et sismologue français.

## Biographie
Jean-Jacques Holtzscherer prend part aux campagnes d’été au Groenland des Expéditions polaires françaises en 1950, 1951, 1952 et 1953 comme sismologue. Avec Alain Joset, il parcourt pratiquement toute la moitié sud du Groenland, soit plus de 10 000 km et en analyse le sol rocheux. Holtzscherer effectue plus de 400 sondages sismiques au Groenland.
Directeur des recherches pour Esso Sahara (1959-1965), il devient général manager Esso Europe et Esso Afrique (1972-1981), puis président-directeur général d'Esso REP.